# Endogent retrovirus
Ett endogent retrovirus, ERV, är ett retrovirus vars arvsmassa blivit en del av värdorganismens arvsmassa. Denna typ av genetiskt material är vanligen förekommande hos käkförsedda ryggradsdjur. De är rikliga i genomet hos ryggradsdjur, och de utgör upp till 5–8% av det mänskliga genomet (lägre uppskattningar av ~ 1%). ERV är en vertikalt ärftlig proviral sekvens och en underklass av en typ av gen som kallas en transposon, som normalt kan förpackas och flyttas inom genomet för att ha en viktig roll i genuttryck och i genreglering.